# Philipp Peter
Philipp Peter, né le 6 avril 1969 à Vienne, est un pilote automobile autrichien. 

## Résultats
| Saison | Championnat                           | Classement | Note        |
| ------ | ------------------------------------- | ---------- | ----------- |
| 1991   | Championnat d'Allemagne de Formule 3  | 17e        |             |
| 1992   | Championnat d'Allemagne de Formule 3  | 5e         |             |
| 1993   | Championnat d'Allemagne de Formule 3  | 6e         |             |
| 1994   | Championnat d'Allemagne de Formule 3  | 7e         | 1 victoire  |
| 1995   | Championnat d'Allemagne de Formule 3  | 10e        |             |
| 1995   | Championnat du Japon de Formule 3     | 5e         |             |
| 1995   | Championnat de Supertourisme allemand | 15e        |             |
| 1996   | Championnat de Supertourisme allemand | 9e         | 1 victoire  |
| 1997   | Championnat de Supertourisme allemand | 16e        |             |
| 1998   | Indy Lights                           | 11e        |             |
| 1999   | Indy Lights                           | 3e         | 3 victoires |
| 2001   | Porsche Supercup                      | 6e         |             |
| 2002   | Porsche Supercup                      | 8e         |             |
| 2002   | 24 Heures du Mans (LMP 900)           | 3e         |             |
| 2003   | 12 Heures de Sebring                  | 1er        |             |
| 2004   | FIA GT                                | 9e         | 1 victoire  |
| 2005   | FIA GT                                | 12e        |             |
| 2006   | FIA GT                                | 14e        | 1 victoire  |
| 2006   | 24 Heures de Dubaï                    | 1er        |             |
| 2007   | International GT Open                 | 7e         |             |
| 2007   | 24 Heures de Dubaï                    | 1er        |             |
| 2007   | 24 Heures du Mans (GT1)               | 12e        |             |